# Grove City (Florida)
Grove City és una concentració de població designada pel cens dels Estats Units a l'estat de Florida. Segons el cens del 2000 tenia 2.092 habitants.

## Demografia
Segons el cens del 2000, Grove City tenia 2.092 habitants, 1.045 habitatges, i 659 famílies. La densitat de població era de 636 habitants/km².
Dels 1.045 habitatges en un 13,5% hi vivien nens de menys de 18 anys, en un 53,3% hi vivien parelles casades, en un 5,6% dones solteres, i en un 36,9% no eren unitats familiars. En el 30% dels habitatges hi vivien persones soles el 18,7% de les quals corresponia a persones de 65 anys o més que vivien soles. El nombre mitjà de persones vivint en cada habitatge era de 2 i el nombre mitjà de persones que vivien en cada família era de 2,4.
Per edats la població es repartia de la següent manera: un 12,7% tenia menys de 18 anys, un 3,7% entre 18 i 24, un 17,3% entre 25 i 44, un 28,3% de 45 a 60 i un 38,1% 65 anys o més.
L'edat mediana era de 58 anys. Per cada 100 dones de 18 o més anys hi havia 96,9 homes.
La renda mediana per habitatge era de 32.104 $ i la renda mediana per família de 41.976 $. Els homes tenien una renda mediana de 22.685 $ mentre que les dones 17.177 $. La renda per capita de la població era de 21.602 $. Entorn del 4,9% de les famílies i el 9,6% de la població estaven per davall del llindar de pobresa.

## Poblacions més properes
El següent diagrama mostra les poblacions més properes.